# Ramón José Velásquez

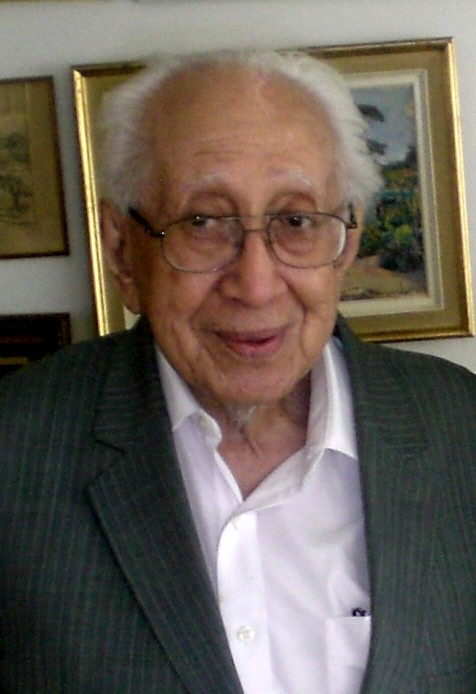
Ramón José Velásquez (2009)

Ramón José Velásquez Mújica (* 28. November 1916 in San Juan de Colón; † 24. Juni 2014 in Caracas) war ein venezolanischer Politiker (Acción Democrática), Jurist und Historiker. Er war vom 5. Juni 1993 bis zum 2. Februar 1994 Präsident Venezuelas.

## Leben und Wirken
Velásquez studierte an der Universidad Central de Venezuela, wo er 1942 einen Abschluss in Politik- und Sozialwissenschaften sowie 1943 einen Abschluss in Rechtswissenschaft erwarb. Neben seiner Tätigkeit als Anwalt arbeitete er für die Zeitung Últimas Noticias. Nachdem er während der Diktatur unter Marcos Pérez Jiménez mehrere Jahre in politischer Gefangenschaft verbracht hatte, wurde er 1958 auf der Liste der Partei Acción Democrática in das venezolanische Parlament gewählt. Unter der Regierung von Rómulo Betancourt wurde er zum Generalsekretär ernannt. Nachdem Carlos Andrés Pérez des Präsidentenamtes enthoben worden war, wählte der Kongress Vélazquez am 5. Juni 1993 gegen den Willen des Kongressvorsitzenden Octavio Lepage zum Interimspräsidenten. Seine kurze Amtszeit war durch den Bankrott der Banco Latino sowie massive Kapitalflucht ins Ausland geprägt. Beides wird allerdings vor allem auf die verfehlte Politik seiner Vorgänger zurückgeführt. Seine wichtigste Maßnahme als Präsident war die Einführung der Umsatzsteuer.

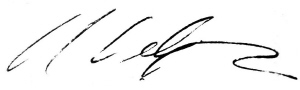
Ramón José Velásquez’ Signatur